# دوبلنز پارک
دوبلنز پارک (به سوئدی: Döbelns park) اولین پارک ساخته شده در شهر اومئو، سوئد است.
این پارک که در سال ۱۸۶۵ میلادی ساخته شده است و در سال ۱۸۶۷ با توجه به نام ژنرال جرج کارل فن دوبلنز به اسم کنونی نام‌گذاری شده است. دوبلنز پارک در آتش‌سوزی ۱۸۸۸ شهر اومئو آسیب زیادی دید اما در ۱۸۹۷ مورد بازسازی قرار گرفت.